# Notoplax crocodila
Notoplax crocodila is een keverslakkensoort uit de familie van de Acanthochitonidae. De wetenschappelijke naam van de soort is voor het eerst geldig gepubliceerd in 1898 door Torr & Ashby.